# Champtocé-sur-Loire
Champtocé-sur-Loire és un municipi francès situat al departament de Maine i Loira i a la regió de País del Loira. L'any 2007 tenia 1.725 habitants.

## Demografia

### Població
El 2007 la població de fet de Champtocé-sur-Loire era de 1.725 persones. Hi havia 640 famílies de les quals 160 eren unipersonals (68 homes vivint sols i 92 dones vivint soles), 196 parelles sense fills, 260 parelles amb fills i 24 famílies monoparentals amb fills.
La població ha evolucionat segons el següent gràfic:
Habitants censats

### Habitatges
El 2007 hi havia 739 habitatges, 656 eren l'habitatge principal de la família, 35 eren segones residències i 48 estaven desocupats. 707 eren cases i 28 eren apartaments. Dels 656 habitatges principals, 464 estaven ocupats pels seus propietaris, 188 estaven llogats i ocupats pels llogaters i 4 estaven cedits a títol gratuït; 39 tenien dues cambres, 117 en tenien tres, 193 en tenien quatre i 307 en tenien cinc o més. 523 habitatges disposaven pel capbaix d'una plaça de pàrquing. A 273 habitatges hi havia un automòbil i a 317 n'hi havia dos o més.

### Piràmide de població
La piràmide de població per edats i sexe el 2009 era:
| Homes | Edats   | Dones |
| ----- | ------- | ----- |
| 0     | 95 o +  | 4     |
| 4     | 90 a 94 | 16    |
| 24    | 85 a 89 | 32    |
| 24    | 80 a 84 | 16    |
| 24    | 75 a 79 | 44    |
| 32    | 70 a 74 | 52    |
| 40    | 65 a 69 | 36    |
| 28    | 60 a 64 | 36    |
| 12    | 55 a 59 | 20    |
| 64    | 50 a 54 | 40    |
| 52    | 45 a 49 | 56    |
| 48    | 40 a 44 | 56    |
| 56    | 35 a 39 | 44    |
| 64    | 30 a 34 | 52    |
| 40    | 25 a 29 | 36    |
| 32    | 20 a 24 | 36    |
| 60    | 15 a 19 | 24    |
| 40    | 10 a 14 | 64    |
| 64    | 5 a 9   | 68    |
| 32    | 0 a 4   | 52    |

## Economia
El 2007 la població en edat de treballar era de 1.024 persones, 812 eren actives i 212 eren inactives. De les 812 persones actives 749 estaven ocupades (403 homes i 346 dones) i 63 estaven aturades (20 homes i 43 dones). De les 212 persones inactives 77 estaven jubilades, 89 estaven estudiant i 46 estaven classificades com a «altres inactius».

### Ingressos
El 2009 a Champtocé-sur-Loire hi havia 688 unitats fiscals que integraven 1.769,5 persones, la mediana anual d'ingressos fiscals per persona era de 16.573 €.

### Activitats econòmiques
Dels 65 establiments que hi havia el 2007, 1 era d'una empresa extractiva, 2 d'empreses alimentàries, 1 d'una empresa de fabricació de material elèctric, 6 d'empreses de fabricació d'altres productes industrials, 17 d'empreses de construcció, 9 d'empreses de comerç i reparació d'automòbils, 2 d'empreses de transport, 6 d'empreses d'hostatgeria i restauració, 2 d'empreses financeres, 2 d'empreses immobiliàries, 7 d'empreses de serveis, 6 d'entitats de l'administració pública i 4 d'empreses classificades com a «altres activitats de serveis».
Dels 25 establiments de servei als particulars que hi havia el 2009, 1 era una oficina de correu, 8 guixaires pintors, 3 fusteries, 1 lampisteria, 3 electricistes, 1 empresa de construcció, 3 perruqueries, 4 restaurants i 1 agència immobiliària.
Dels 5 establiments comercials que hi havia el 2009, 1 era una botiga de més de 120 m², 2 fleques, 1 un drogueria i 1 una floristeria.
L'any 2000 a Champtocé-sur-Loire hi havia 81 explotacions agrícoles que ocupaven un total de 1.675 hectàrees.

## Equipaments sanitaris i escolars
L'únic equipament sanitari que hi havia el 2009 era una farmàcia.
El 2009 hi havia 2 escoles elementals.

## Poblacions més properes
El següent diagrama mostra les poblacions més properes.